# Editora Aleph
A Editora Aleph é uma editora brasileira fundada em 1984, com sede em São Paulo.
Possui mais de 130 títulos publicados nas áreas de ficção. Destaca-se por publicar clássicos da literatura de ficção científica como Frank Herbert, Isaac Asimov, Arthur C. Clarke, William Gibson e Philip K. Dick, sendo uma das pioneiras no gênero ao publicar pela primeira vez o clássico Neuromancer de William Gibson, em 1990. Na área de não ficção possuía uma linha de livros chamada "Novo Pensamento", com publicações na área de ativismo quântico e nova era, e também possui publicações sobre Turismo e Hotelaria. Hoje, os livros de ativismo quântico e não ficção em geral estão no selo Goya.